# Brachauchenius
Brachauchenius (z řec. "krátký krk") je rod vyhynulého pliosaurida, žijícího v době před 94 až 90 milióny let (geologický věk cenoman až turon) na území dnešního Kansasu, Texasu a Kolumbie. 

## Popis
Jednalo se o značně velkého dravého plaza. Na délku měřil až 11 metrů a jeho hlava byla dlouhá kolem 1,5 metru. Jeho hmotnost činila až kolem 15 tun. Nejpravděpodobněji se živil hlavonožci, rybami a jinými mořskými plazy. Byl popsán paleontologem Samuelem Willinstonem v roce 1903.
Podobně velcí pliosauridi ze skupiny Brachaucheninae žili v období cenomanu také na území současné Ruské federace. Jeden izolovaný fosilní obratel měřil v průměru 19 centimetrů.